# Orlando Octacílio Dotti
Orlando Octacílio Dotti, O.F.M.Cap. (Antônio Prado, 22 de junho de 1930) é um bispo católico emérito da Diocese de Vacaria.

## Biografia
Dom Orlando Dotti nasceu na Linha Silva Tavares, município de Antônio Prado. Em 1949, fez o noviciado em Flores da Cunha, quando recebeu o nome de Frei Orlando. De 1950 a 1952, cursou Filosofia em Marau; a faculdade de Teologia cursou em Garibaldi, de 1953 a 1955, e em 1956, em Porto Alegre.
Foi ordenado sacerdote no dia 8 de abril de 1956. De 1957 a 1961 foi professor no Seminário dos Capuchinhos na cidade de Ipê. Foi diretor do Ensino Médio do Seminário dos Capuchinhos, em Marau, de 1962 a 1964; professor de Filosofia e Educação, em Ijuí, de 1964 a 1966 e diretor e superior do Seminário de Filosofia, em Ijuí, de 1967 a 1969. Aos 12 de março de 1969 foi nomeado pelo Papa Paulo VI para bispo da Diocese de Caçador. Foi fundador e diretor dos Cursos Superiores da FEARPE, em Caçador; membro do Conselho Estadual de Educação do estado de Santa Catarina; membro da Comissão Episcopal de Pastoral da CNBB, de 1979 a 1983; foi membro do Departamento de Ação Social do CELAM, de 1979 a 1983. No dia 1 de abril de 1976 foi transferido para a Diocese de Barra, como bispo diocesano, função que exerceu até o dia 30 de maio de 1983 quando foi nomeado pelo Papa João Paulo II, bispo coadjutor de Vacaria. 
No dia 5 de fevereiro de 1986 assumiu o governo da Diocese de Vacaria, cargo que ocupou até o dia 12 de novembro de 2003, quando o mesmo Papa aceitou o seu pedido de renúncia por motivo de saúde. Foi presidente da Comissão Pastoral da Terra, de 1993 a 1997; membro da Pax Christi Internacional, de 1997 a 1999 e membro do Conselho de Justiça e Segurança do estado do Rio Grande do Sul, no ano 2001.
No dia 28 de dezembro de 2005 recebeu o título de cidadão Lagoense da Câmara de Vereadores da cidade de Lagoa Vermelha.
Com os problemas de saúde de seu sucessor, em Vacaria, no dia 18 de janeiro de 2007 foi nomeado administrador apostólico de Vacaria; ocupou este posto até agosto de 2008 com a posse do novo bispo da Diocese de Vacaria.

## Ordenações episcopais
Dom Orlando foi o principal sagrante dos seguintes bispos:
- Dom Itamar Navildo Vian, O.F.M.Cap. (1984)
- Dom Pedro Sbalchiero Neto, M.S. (2003)
- Dom Irineu Gassen, O.F.M. (2008)